# Urugalla pearsoni
Urugalla pearsoni är en insektsart som beskrevs av Boris Petrovich Uvarov 1927. Urugalla pearsoni ingår i släktet Urugalla och familjen gräshoppor. Inga underarter finns listade i Catalogue of Life.